# Éder Luciano
Éder Luciano (Cariacica, 31 maggio 1982) è un calciatore brasiliano, centrocampista del Vitória-ES.

## Caratteristiche tecniche
È una punta centrale capace di adattarsi ad ala di un tridente offensivo.